# Boccascena
Il boccascena è, nel teatro, l'elemento scenico che definisce, in altezza e larghezza, l'apertura dello spazio scenico innanzi la platea.

## Caratteristiche
Esso delimita lo spazio visivo della scena: è una riquadratura composta lateralmente, destra-sinistra, da due quinte, due Telettoni o due telai (quinte armate) o due torrette metalliche con ruote, facilmente spostabili, foderate di stoffa, con bracci per sorreggere i riflettori. In alto da un soffitto o cielo realizzato come le quinte che alza o abbassa la visione in altezza. 
Il boccascena è un elemento scenico che posto dietro al sipario (dove questo è previsto), e, in tutti i teatri a norma antincendio, dal tagliafuoco, sipario metallico che (introdotto per motivi di sicurezza) a volte viene utilizzato come elemento scenico. 

## Aspetti tecnici
Viene definito dallo scenografo, che stabilisce l'inquadratura della scena in base alla drammaturgia e in base alla larghezza dell'arcoscenico. 
Se per esempio ha progettato una scena che ha una apertura di 8 metri, al teatro Argentina di Roma che ha un Arcoscenico di 11,40m egli dovrà inserire appunto un boccascena costituito da due teloni o quinte laterali e un soffitto che riduca lo spazio visivo a 8 metri di base per un'altezza di 4 o più metri.
Prima del sipario, nella parte alta dell'arco scenico troviamo l'arlecchino mobile che è di stoffa drappeggiata; è allacciato ad uno stangone legato in graticcia. In genere copre i fari, le americane e le bilance. È mobile per potersi adattare a qualsiasi misura in altezza.
Davanti ancora, attaccato sull'arco scenico - generalmente, c'è un altro drappeggio chiamato arlecchino fisso. spesso nei teatri storici c'è lo stemma della città o del Teatro stesso.